# Калиновка (Стрыйский район)
Калиновка (укр. Калинівка) — село в Ходоровской городской общине Стрыйского района Львовской области Украины.
Население по переписи 2001 года составляло 142 человека. Занимает площадь 0,58 км². Почтовый индекс — 81711. Телефонный код — 3239.